# Dust to Ashes
Dust to Ashes är det amerikanska metalcorebandet Bleeding Throughs debutalbum, utgivet i mars 2001 på Prime Directive Records. Albumet gavs även ut på vinyl i juni samma år.
Skivan består av nyinspelningar av alla låtar från bandets första självbetitlade demo från 2000, plus fem nya spår.
Keyboardisten Molly Street engagerades ursprungligen som sessionmusiker, men gick med permanent i bandet efter inspelningarna. Dust to Ashes är bandets enda album med gitarristen Chad Tafolla och trummisen Troy Born, som båda lämnade bandet efter albumet släppts.

## Låtlista
1. "Turns Cold to the Touch" – 5:12
2. "Hemlock Society" – 3:28
3. "Just Another Pretty Face" – 3:01
4. "Shadow Walker" – 2:09
5. "Ill Part Two" – 5:00
6. "Reflection" – 2:49
7. "I Dream of July" – 3:21
8. "Oedipus Complex" – 3:57
9. "Lay On the Train Tracks" – 3:30
10. "Thrones of Agony" – 5:25
11. "Shadow Walker" (alternate version) – 2:12

## Medverkande
Musiker
- Brandan Schieppati – sång
- Scott Danough – gitarr
- Chad Tafolla – gitarr
- Vijay Kumar – basgitarr
- Molly Street – keyboard
- Troy Born – trummor

Bidragande musiker
- Collin O'Brien – bakgrundssång
- Steve Helferich – bakgrundssång

Produktion
- Jeff Forrest – producent, inspelningstekniker, mixning
- Molly Street – foto
- Chad Tafolla – albumkonst